# Gephyroctenus vachoni
Gephyroctenus vachoni är en spindelart som beskrevs av Lodovico di Caporiacco 1955. Gephyroctenus vachoni ingår i släktet Gephyroctenus och familjen Ctenidae.
Artens utbredningsområde är Venezuela. Inga underarter finns listade i Catalogue of Life.